# Vitunj
Vitunj is een plaats in de gemeente Ogulin in de Kroatische provincie Karlovac. De plaats telt 141 inwoners (2001).